# Imperium in imperio
La locuzione latina Imperium in imperio, tradotta letteralmente, significa uno stato nello stato.
Locuzione antica per significare qualche ceto o classe di cittadini esenti dalle leggi di uno Stato nel quale si trovano.